# Babil Junior/Lalabel
Babil Junior/Lalabel è un singolo discografico dei gruppi Superobots e Rocking Horse, pubblicato nel 1982.

## Tracce
1. Superobots – Babil Junior (Lucio Macchiarella, Douglas Meakin e Mike Fraser)
2. Rocking Horse – Lalabel (Lorenzo Meinardi e Douglas Meakin)

## Descrizione
"Babil Junior" è un brano musicale scritto da Lucio Macchiarella su musica e arrangiamento di Mike Fraser e Douglas Meakin, incisa dai Superobots come sigla dell'anime omonimo mentre "Lalabel" è un brano musicale scritto e arrangiato da Lorenzo Meinardi, su musica di Douglas Meakin che ha partecipato anche agli arrangiamenti. Il brano è stato inciso dai Rocking Horse come sigla dell'anime omonimo.
La base musicale fu originariamente composta per il provino della sigla Lo scoiattolo Banner (1981), poi scartato.